# Filipe Araújo
Filipe Manuel Ventura Camões de Almeida Araújo (Porto, 10 de Setembro de 1976) é um político que serve como Vice-Presidente da Câmara Municipal do Porto desde 2017 sob a Presidência de Rui Moreira, assumindo o Pelouro do Ambiente e Transição Climática e o Pelouro da Inovação e Transição Digital. É vereador de Rui Moreira desde o primeiro mandato, iniciado em 2013, cumprindo o 3º mandato como Vereador nesta autarquia.
Preside aos Conselhos de Administração das empresas municipais Porto Ambiente e da Águas e Energia do Porto, sendo ainda Presidente dos Conselhos de Administração da Agência de Energia do Porto e da Associação Porto Digital. É membro do Conselho de Administração da LIPOR.
É Vice-Presidente da rede de cidades Energy Cities, sendo ainda membro do Grupo Consultivo de Presidentes de Câmara da Missão Cidades, no âmbito da Missão Europeia 100 cidades inteligentes e climaticamente neutras. Liderou o Fórum do Ambiente da rede de cidades EUROCITIES, como Presidente entre 2018 e 2023, e Vice-Presidente nos dois aos anteriores (2016-2018).
Desde 2013, ao longo da sua carreira de serviço público, desenvolveu e implementou ativamente uma visão estratégica para as áreas do Ambiente, da Ação Climática e da Inovação no Porto, impulsionando um progresso substancial da cidade.
Licenciado em Engenharia Eletrotécnica pela Faculdade de Engenharia da Universidade do Porto (FEUP), tem um MSc em Telecomunicações com distinção pela University of Manchester Institute of Science and Technology (UMIST), no Reino Unido. Entre 1999 e 2013 desenvolveu a sua atividade profissional como quadro superior de uma empresa multinacional de telecomunicações.
Foi também deputado da Assembleia Municipal do Porto, entre 2005 e 2009, pelo PSD, e membro do Conselho de Administração da Fundação da Juventude entre 2007 e 2013.
Em 2022, foi eleito Presidente da Associação Cívica de apoio a Rui Moreira, o Porto, o Nosso Movimento.